# Jawa Pos
Jawa Pos – indonezyjski dziennik wydawany w Surabai.
Pismo zostało zapoczątkowane w 1949 roku, a jego dzienny nakład wynosi średnio 842 tys. egzemplarzy.
Gazeta należy do Jawa Pos Group, jednego z największych przedsiębiorstw mediowych w Indonezji, zajmującego się wydawaniem ponad 80 dzienników regionalnych.
W 2014 roku uruchomiono pokrewny serwis internetowy – JawaPos.com. W maju 2018 r. była to 65. strona WWW w kraju pod względem popularności (według danych Alexa Internet).